# Gitschenen
Gitschenen ist die höchstgelegene ganzjährig bewohnte Siedlung der Gemeinde Isenthal im Kanton Uri in der Schweiz.

## Geografie
Gitschenen liegt im Westen der Gemeinde Isenthal auf einer Sonnenterrasse. Die Alp ist nur zu Fuss oder über eine Luftseilbahn erreichbar. Das Gebiet grenzt an die Kantone Obwalden und Nidwalden. Der ganzjährig bewohnte Teil liegt auf einer Höhe von rund 1550 m ü. M.
Auf den trockenen Magerwiesen, den Flachmooren, den Alpweiden, am Bach und im Wald von Gitschenen gibt es eine enorme Artenvielfalt auf kleinem Raum, sowohl bei Pflanzen als auch bei Tieren. In den Jahren 1990/91 wurden 266 verschiedene Tag- und Nachtfalter gezählt. An den Hängen des Kaiserstuhls und des Schwalmis wurde auch die mikroendemische Art einer Haarschnecke gefunden (Trocholus Biconicus).

## Bevölkerung
Im Jahre 2008 lebten 24 Personen ganzjährig auf Gitschenen. Von den sieben Familien betrieben sechs Landwirtschaft, eine führte das Gasthaus Gitschenen. Auch Arbeitskräfte des Gasthauses Gitschenen und andere Personen leben zeitweilig hier.
Die ganzjährige Besiedlung Gitschenens begann in den 1920er Jahren, noch vor dem Bau der ersten Bahn. Die erste Generation, die hier aufwuchs, wurde in den 1920er bis 1940er Jahren geboren. Von diesen Kindern lebten im Jahre 2008 vier hier, drei davon mit ihren Kindern und Enkeln.
In den 1950er bis 1970er Jahren wuchs die zweite Generation heran. Von diesen Kindern leben drei auf Gitschenen. Die Geburten der neuen Generation begannen etwas vor dem Jahr 2000. Im Jahre 2008 lebten 10 Kinder auf Gitschenen.

## Name
Der Name Gitschenen leitet sich her vom Dialektwort Gutsch und bedeutet eine markante Erhebung, Gipfel, Bergvorsprung oder auch Haube. Vielfach bezeichnet es auch gewölbte Abhänge, was für Gitschenen wohl am zutreffendsten ist. Es ist auch die Bezeichnung für einen guten Aussichtspunkt.

## Tourismus

### Entwicklung
Der Tourismus ist neben der Berglandwirtschaft die wichtigste Lebensgrundlage auf Gitschenen. Schon in der frühen Besiedlungszeit und noch vor dem Bau der ersten Bahn gab es ihn. Während des Sommers weilten fast in jedem Haus fremde Gäste, während die Familien enger zusammenrückten. In einzelnen Häusern war im oberen Stock bereits eine kleine Küche eingerichtet.
In den Jahren 1955 bis 1957 wurde das Gasthaus errichtet, das bereits 1964 um das Doppelte vergrössert wurde. Gleichzeitig wurde die Luftseilbahn am heutigen Standort gebaut, sodass nun vermehrt Tagestouristen kommen konnten. In den 1950er und 1960er Jahren entstanden auch die ersten Ferienhäuser sowie ein kleiner Skilift.
Inzwischen ist Gitschenen weitherum so beliebt, dass ein zweiter Gastbetrieb, das Alpstubli, eröffnet werden konnte. Mit Schlaf im Stroh sowie einzelnen Ferienwohnungen gibt es ein vielfältiges Angebot. Im Gasthaus Gitschenen entstand seit Ende der 1980er Jahre das Alpenkurszentrum. Es bietet Kurse in altem Kunsthandwerk sowie in Volksmusik an.

### Sehenswürdigkeiten und Ausflugsziele
Die moderne Betrufkapelle wurde 1994 eingesegnet (Architekt Kurt Stalder). Mit Fenstern in vier Grundfarben und sparsam gesetzten, symbolhaften Zeichen wurde ein stark meditativer Innenraum geschaffen (künstlerische Gestaltung Paul Diethelm). Ein tragendes, gestalterisches Motiv des Kapellenbaus ist der «Betruf», ein Alpsegen, der auf Gitschenen seit Jahrhunderten ein Brauch ist.
Auf Gitschenen gibt es einen Naturpfad, der als Rundweg angelegt ist. Er führt durch die unterschiedlichsten alpinen Lebensräume. Die Alp ist auch Ausgangspunkt für eine Reihe von lohnenden Wanderungen. Man erreicht von hier aus z. B. den Brisen, den Schwalmis, die Klewenalp oder Wolfenschiessen.
Im Winter wird Gitschenen bei Skitourenfahrern als Etappenziel gewählt. Es gibt einen Skilift auf Gitschenen.